# Oenoptila venusta
Oenoptila venusta är en fjärilsart som beskrevs av W. Warren 1900. Oenoptila venusta ingår i släktet Oenoptila och familjen mätare. Inga underarter finns listade i Catalogue of Life.